# Sötsur sås

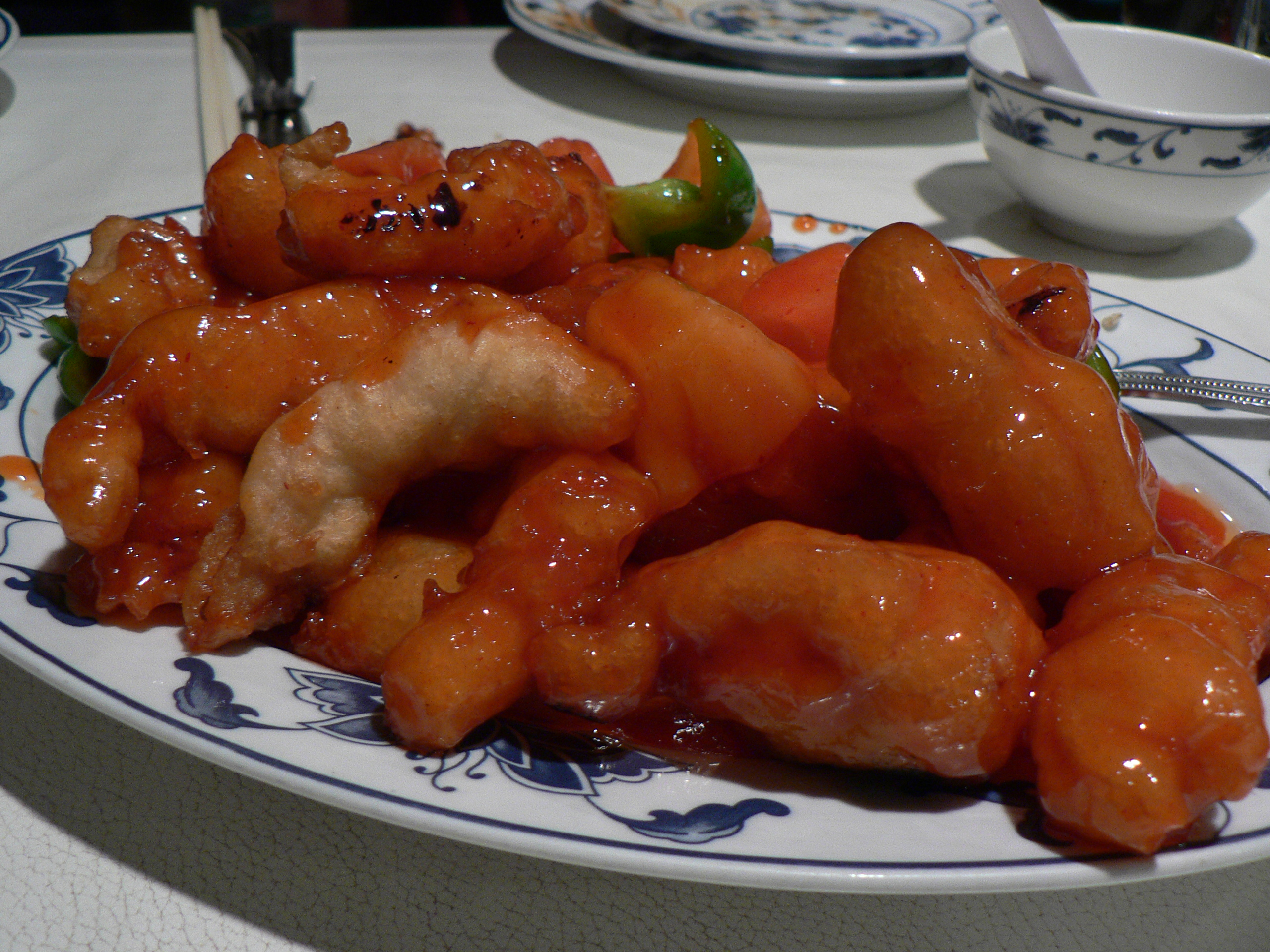
Friterad kyckling i sötsur sås.

Sötsur sås (på kinesiska ofta 糖醋, tángcù, "socker-vinäger") är en sås som är både söt och sur. Den är vanlig i asiatisk matlagning och kan serveras som tillbehör till exempelvis ris och vårrullar, men även användas som smaksättare i grytor.
Sötsur sås sägs härstamma från Hunanprovinsen i Kina, men det var då fråga om en annan sås än den kända. I stället är det troligen den kantonesiska såsen, ursprungligen avsedd till fläskkött, som är förebild. I medeltidens franska kök var sötsura såser standard fram till 1700-talen då många grundsåser utvecklades. I Europa var sötsura såser ofta baserade på honung och vinäger.
Sötsur sås är vanlig på kinarestauranger. Grunden är i regel en kombination av vinäger och socker, i Kina vanligen kombinerad med sojasås, och i väst vanligen kombinerad med ketchup efter kantonesisk modell. I den med stärkelsemjöl redda såsen, som numera också finns färdiggjord i matvaruaffärer, ingår också vanligen ingefära, vitlök, chili, salt och natriumglutamat.